# 王叡 (北魏)
王叡（434年—481年），字洛誠，自称太原郡晋阳县（今山西省太原市西南）人，中国南北朝北魏文明太后寵臣，魏孝文帝时尚书令。

## 生平
王叡的六世祖王横为前涼張軌的参軍，居住在武威郡姑臧县。父亲王橋，通晓天文卜筮，官至侍御中散。母亲賈氏。王叡少年时传承父业，善于卜筮。他的相貌伟丽，随父亲入代京占卜为业。王叡得见皇太子拓跋晃，魏文成帝興安元年（452年）升任太卜中散。進太卜令、兼太史。承明元年（476年），文明冯太后临朝，王叡得到宠幸，升任給事中。历任散騎常侍、侍中、吏部尚書，封太原公。对内参与机密，对外参与政事。他出入宫廷帷幄，太后前后赏赐不可胜计。太和二年（478年）他曾经独执戟驱虎，护卫冯太后及魏孝文帝。太和三年（479年）春，与東陽王元丕入八議。九月，封中山王，朝廷为他置王官二十二人，中書侍郎鄭羲任王傅。妻子丁氏立为王妃。太和四年（480年）转任尚書令，加号鎮東大将軍。太和五年（481年）二月，沙门法秀谋反，事发，牵连多人。王叡建议处死首謀者，将追从者之罪赦免。于是一千人免於死刑。六月，王叡病卒。享年四十八岁。追贈衛大将軍、太宰、并州牧。諡号宣王。都中士女作赞美王叡的音乐，号称「中山王乐」。

## 家庭

### 妻
- 丁氏，中山王妃

### 子女
- 王襲
- 王椿
- 王恩荣，嫁大司农少卿李蕤
- 王氏，嫁北魏辅国将军、中山郡太守、栾城子李华
- 王氏，嫁北魏散骑常侍、武卫将军、东中郎将、广川刚王元谐

## 延伸阅读
[在维基数据编辑]
 在维基文库阅读此作者作品
 《魏書·卷93》，出自魏收《魏书》